# John Travolta (singolo)
John Travolta è un brano musicale della cantante italiana Bianca Atzei in collaborazione con il gruppo musicale Legno, pubblicato il 9 febbraio 2021.
Il brano prende nome dall'omonimo attore italo-americano.

## Video musicale
Il videoclip è stato pubblicato lo stesso giorno di uscita del singolo su YouTube dal canale di Apollo Records.

## Classifiche
| Classifica (2021)             | Posizione massima |
| ----------------------------- | ----------------- |
| Italia (airplay indipendenti) | 8                 |